# Lissay-Lochy
Lissay-Lochy est une commune française située dans le département du Cher en région Centre-Val de Loire.

## Géographie
La commune se situe à 14 km au sud de Bourges et 5,8 km au nord de Levet.

### Lieux-dits
La commune compte plusieurs lieux-dits: Verrières, le Petit Verrières, les Loges, les Maisons rouges, les Varennes, les Bois.

### Hydrographie et relief
Lochy est traversé par un ruisseau nommé La Rampenne, autrefois nommé la Tarace. Elle prend sa source à Saint-Germain-des-Bois et se jette dans le lac d'Auron.

### Voies de communication et transports
Lissay et Lochy sont séparés par la route départementale 2144 (anciennement route nationale 144). Lissay est traversé par la route départementale 34 et Lochy par la route départementale 28.
L'autoroute A71 passe à proximité de la commune.

### Climat
Pour des articles plus généraux, voir Climat du Centre-Val de Loire et Climat du Cher.
En 2010, le climat de la commune est de type climat océanique dégradé des plaines du Centre et du Nord, selon une étude du CNRS s'appuyant sur une série de données couvrant la période 1971-2000. En 2020, Météo-France publie une typologie des climats de la France métropolitaine dans laquelle la commune est exposée à un climat océanique altéré et est dans la région climatique  Centre et contreforts nord du Massif Central, caractérisée par un air sec en été et un bon ensoleillement. 
Pour la période 1971-2000, la température annuelle moyenne est de 11,1 °C, avec une amplitude thermique annuelle de 15,6 °C. Le cumul annuel moyen de précipitations est de 743 mm, avec 11,7 jours de précipitations en janvier et 7,3 jours en juillet. Pour la période 1991-2020, la température moyenne annuelle observée sur la station météorologique la plus proche, située sur la commune de Bourges à 13 km à vol d'oiseau, est de 12,1 °C et le cumul annuel moyen de précipitations est de 742,7 mm,. Pour l'avenir, les paramètres climatiques de la commune estimés pour 2050 selon différents scénarios d'émission de gaz à effet de serre sont consultables sur un site dédié publié par Météo-France en novembre 2022.

## Urbanisme

### Typologie
Au 1er janvier 2024, Lissay-Lochy est catégorisée commune rurale à habitat dispersé, selon la nouvelle grille communale de densité à 7 niveaux définie par l'Insee en 2022.
Elle est située hors unité urbaine. Par ailleurs la commune fait partie de l'aire d'attraction de Bourges, dont elle est une commune de la couronne,. Cette aire, qui regroupe 111 communes, est catégorisée dans les aires de 50 000 à moins de 200 000 habitants,.

### Occupation des sols
L'occupation des sols de la commune, telle qu'elle ressort de la base de données européenne d’occupation biophysique des sols Corine Land Cover (CLC), est marquée par l'importance des territoires agricoles (94,9 % en 2018), une proportion sensiblement équivalente à celle de 1990 (94,8 %). La répartition détaillée en 2018 est la suivante :
terres arables (93 %), forêts (5,1 %), zones agricoles hétérogènes (1,9 %).
L'évolution de l’occupation des sols de la commune et de ses infrastructures peut être observée sur les différentes représentations cartographiques du territoire : la carte de Cassini (XVIIIe siècle), la carte d'état-major (1820-1866) et les cartes ou photos aériennes de l'IGN pour la période actuelle (1950 à aujourd'hui).

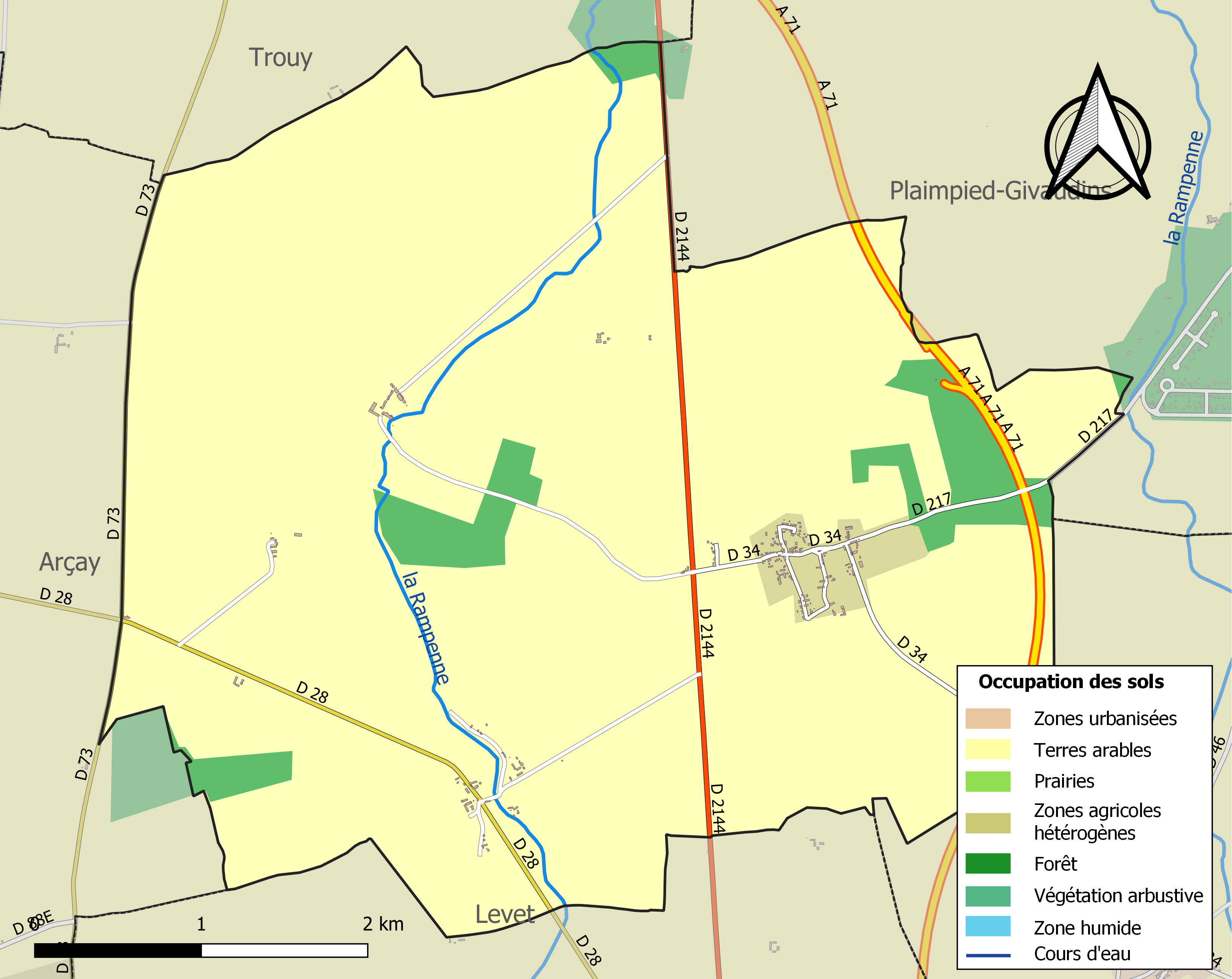
Carte des infrastructures et de l'occupation des sols de la commune en 2018 (CLC).

### Risques majeurs
Le territoire de la commune de Lissay-Lochy est vulnérable à différents aléas naturels : météorologiques (tempête, orage, neige, grand froid, canicule ou sécheresse), mouvements de terrains et séisme (sismicité faible). Il est également exposé à un risque technologique, le transport de matières dangereuses. Un site publié par le BRGM permet d'évaluer simplement et rapidement les risques d'un bien localisé soit par son adresse soit par le numéro de sa parcelle.

#### Risques naturels

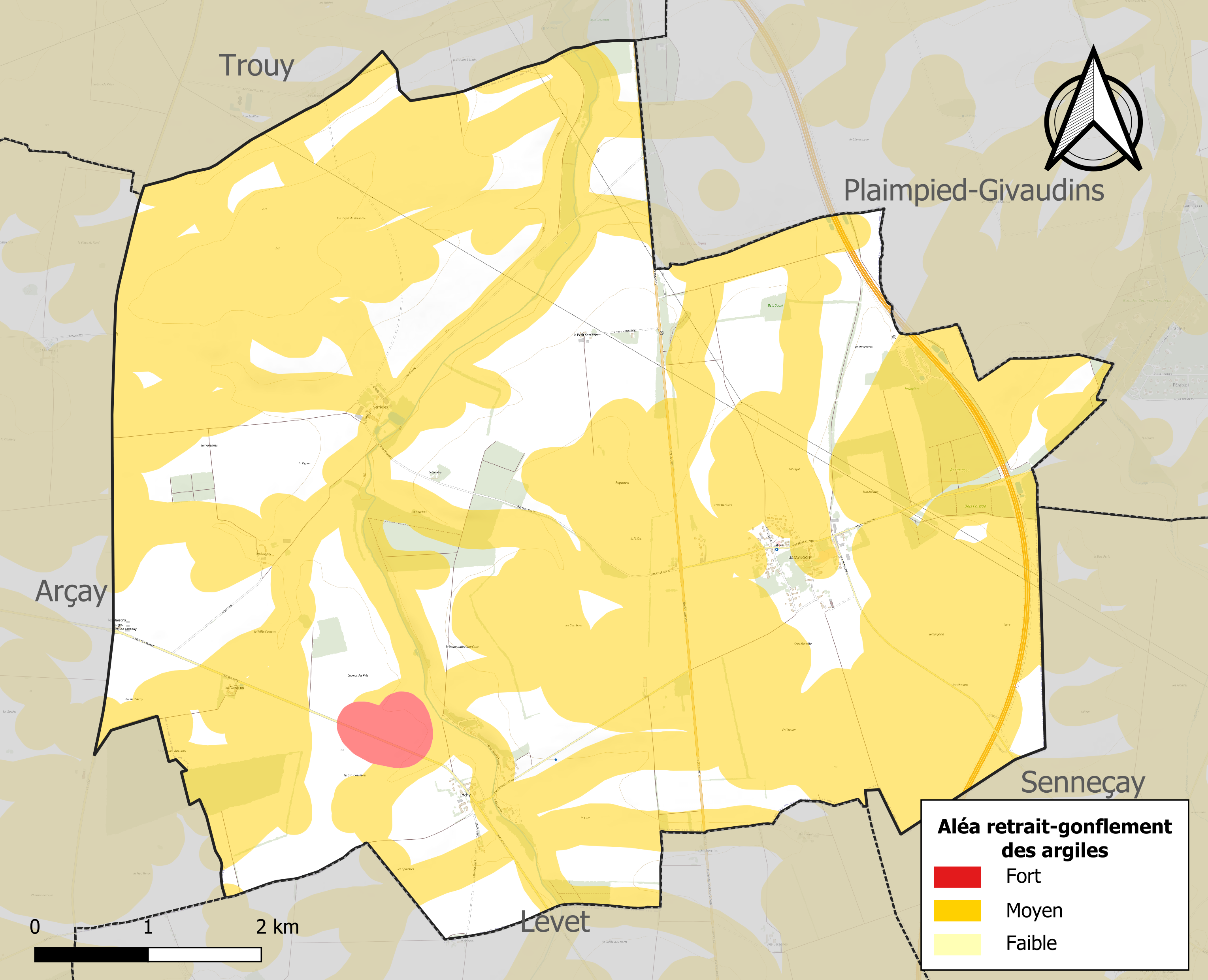
Carte des zones d'aléa retrait-gonflement des sols argileux de Lissay-Lochy.

La commune est vulnérable au risque de mouvements de terrains constitué principalement du retrait-gonflement des sols argileux. Cet aléa est susceptible d'engendrer des dommages importants aux bâtiments en cas d’alternance de périodes de sécheresse et de pluie. 71 % de la superficie communale est en aléa moyen ou fort (90 % au niveau départemental et 48,5 % au niveau national). Sur les 100 bâtiments dénombrés sur la commune en 2019, 64 sont en aléa moyen ou fort, soit 64 %, à comparer aux 83 % au niveau départemental et 54 % au niveau national. Une cartographie de l'exposition du territoire national au retrait gonflement des sols argileux est disponible sur le site du BRGM,.
Concernant les mouvements de terrains, la commune a été reconnue en état de catastrophe naturelle au titre des dommages causés par la sécheresse en 2019 et par des mouvements de terrain en 1999.

#### Risques technologiques
Le risque de transport de matières dangereuses sur la commune est lié à sa traversée par des infrastructures routières ou ferroviaires importantes ou la présence d'une canalisation de transport d'hydrocarbures. Un accident se produisant sur de telles infrastructures est en effet susceptible d’avoir des effets graves au bâti ou aux personnes jusqu’à 350 m, selon la nature du matériau transporté. Des dispositions d’urbanisme peuvent être préconisées en conséquence.

## Toponymie
Le nom a évolué de Lissay : Licayo (1244), Liceyo (1287) puis Lissay ; de même que celui de Lochy : Lochei (1164), Loché (1181), Luche (1190) puis Lochy.

## Histoire

### Temps modernes
Sous le vocable de saint Hilaire de Poitiers, la paroisse de Lissay était à la nomination de l'abbé de « Pleinpied » (actuellement Plaimpied). Lissay était anciennement une vicairie, véherie ou vicomté.Au XVIIIe siècle, Catherine de Barbançon fit aveu pour la seigneurie, la vicomté et véherie de Lissay et pour le droit de Julie. Lochy était une ancienne paroisse sous le vocable de Notre-Dame, à la nomination du chapitre de Bourges. Son église, qui se trouvait sur la rive gauche de la Rampenne, est entièrement détruite. Verrières appartient jusqu'à la Révolution à l'abbaye de Noirlac. Pendant la guerre de Cent Ans, Jean de Grivel en chasse les Anglais, en même temps que de Blet. Rien d'ancien ne subsiste.[réf. nécessaire]

### Époque contemporaine
Lissay et Lochy étaient deux communes séparées, elles possédaient chacune une église. Celle de Lochy n'existe plus. Par ordonnance royale du 29 mai 1830, Lochy fut réuni à la commune de Levet, et Lissay à celle de Senneçay. Par ordonnance royale du 24 juin 1831, les communes de Lochy et Lissay sont réunies en une seule dont le chef-lieu est fixé à Lissay.[réf. nécessaire]
Au début du XXe siècle, la commune comptait une centaine d'électeurs. Les enfants du village étaient instruits dans une école laïque, mixte et une école libre. Sur le territoire de la commune, se trouvaient deux épiciers, quatre aubergistes, un charcutier, un maréchal-ferrant (place du Bourg) et un buraliste.

## Politique et administration

### Découpage territorial
On distingue avant la Révolution : la paroisse de Lissayl, l'archidiocèse de Bourges, la généralité et le présidial de Bourges ; pendant la Révolution : la commune de Lissay, le canton de Levet, lle district de Bourges ; après la Révolution : la commune de Lissay-Lochy, le canton de Levet, l'arrondissement de Bourges.

### Liste des maires
| Période       | Période       | Identité               | Étiquette | Qualité                                                         |
| ------------- | ------------- | ---------------------- | --------- | --------------------------------------------------------------- |
| 1816          | 1826          | Louis Gallicher        |           |                                                                 |
| 1826          | 1831          | Alexandre Le Doux      |           |                                                                 |
| 1831          | décembre 1831 | Michel Fabre           |           |                                                                 |
| décembre 1831 | 1834          | Charles Proux          |           |                                                                 |
| 1834          | 1843          | Jean Proux             |           |                                                                 |
| 1843          | 1852          | Alexandre Le Doux      |           |                                                                 |
| 1852          | 1858          | Louis Gallicher        |           |                                                                 |
| 1858          | 1868          | Charles Proux          |           |                                                                 |
| 1868          | 1870          | Jean Proux             |           |                                                                 |
| 1870          | 1871          | Amedé Fabre            |           |                                                                 |
| 1871          | 1889          | Louis Gallicher        |           |                                                                 |
| 1889          | 1900          | Louis Porcher          | SE        |                                                                 |
| 1900          | 1908          | Ursin Brulet           |           |                                                                 |
| 1908          | 1929          | Silvain Gueniau        |           |                                                                 |
| 1929          | 1935          | Jean-Baptiste Marechal |           |                                                                 |
| 1935          | 1945          | Marcel Jouannet        |           |                                                                 |
| 1945          | 1969          | Camille Penon          |           |                                                                 |
| 1969          | mars 1983     | Georges Bloucard       |           |                                                                 |
| mars 1983     | mars 2001     | René Dumas             |           |                                                                 |
| mars 2001     | mars 2008     | Hervé Baillet          |           |                                                                 |
| mars 2008     | mai 2020      | Catherine Viau         |           | Fonctionnaire de catégorie B                                    |
| mai 2020      | En cours      | Évelyne Seguin,        |           | Profession intermédiaire administrative de la fonction publique |

## Population et société

### Démographie
À partir de 1831, union des communes de Lissay et de Lochy.
L'évolution du nombre d'habitants est connue à travers les recensements de la population effectués dans la commune depuis 1793. Pour les communes de moins de 10 000 habitants, une enquête de recensement portant sur toute la population est réalisée tous les cinq ans, les populations de référence des années intermédiaires étant quant à elles estimées par interpolation ou extrapolation. Pour la commune, le premier recensement exhaustif entrant dans le cadre du nouveau dispositif a été réalisé en 2006.
En 2022, la commune comptait 226 habitants, en évolution de +0,89 % par rapport à 2016 (Cher : −2,48 %, France hors Mayotte : +2,11 %).
| 1793 | 1800 | 1806 | 1821 | 1831 | 1836 | 1841 | 1846 | 1851 |
| ---- | ---- | ---- | ---- | ---- | ---- | ---- | ---- | ---- |
| 184  | 191  | 192  | 183  | 394  | 372  | 339  | 381  | 384  |

| 1856 | 1861 | 1866 | 1872 | 1876 | 1881 | 1886 | 1891 | 1896 |
| ---- | ---- | ---- | ---- | ---- | ---- | ---- | ---- | ---- |
| 381  | 370  | 387  | 368  | 370  | 333  | 342  | 338  | 302  |

| 1901 | 1906 | 1911 | 1921 | 1926 | 1931 | 1936 | 1946 | 1954 |
| ---- | ---- | ---- | ---- | ---- | ---- | ---- | ---- | ---- |
| 284  | 301  | 302  | 243  | 224  | 239  | 226  | 215  | 227  |

| 1962 | 1968 | 1975 | 1982 | 1990 | 1999 | 2006 | 2011 | 2016 |
| ---- | ---- | ---- | ---- | ---- | ---- | ---- | ---- | ---- |
| 200  | 201  | 160  | 142  | 130  | 190  | 202  | 226  | 224  |

| 2021 | 2022 | - | - | - | - | - | - | - |
| ---- | ---- | - | - | - | - | - | - | - |
| 227  | 226  | - | - | - | - | - | - | - |

| 1793 | 1800 | 1806 | 1821 |
| ---- | ---- | ---- | ---- |
| 189  | 185  | 230  | 152  |

## Économie
La principale économie locale repose sur la culture des céréales.

## Culture locale et patrimoine

### Lieux et monuments

#### Monuments historiques
L'église Saint-Hilaire, construite au XIIIe siècle, réparée en 1725 et plus récemment, se situe dans le bourg de la partie Lissay. Elle est inscrite à l'inventaire des monuments historiques depuis le 22 mars 1930. Son architecture marque la transition entre le roman et le gothique. Elle a la forme d'un rectangle de 26 m sur 7,30 m divisé en une nef et un chœur, sculptures des chapiteaux. Elle comprend :
- une abside ronde à trois baies, voûtée en quart de sphère ;
- une travée formant le chœur, voûté d'un berceau brisé ;
- une nef dont l'ancien berceau en bois a été remplacé par du plâtre ;
- anciennement placé sur la travée formant le chœur, le clocher est situé maintenant près du pignon ouest.

#### Autres monuments
- Voie romaine
- Habitat gallo-romain à Verrières

### Personnalités liées à la commune
- Louis Gallicher (1814-1885), député du Cher né sur la commune.